# Championnat de Libye de football 2021
Navigation
Saison précédente Saison suivante
La saison 2021 du Championnat de Libye de football est la quarante-huitième édition du championnat de première division libyenne. Vingt-quatre clubs prennent part au championnat organisé par la fédération. Les équipes sont réparties en deux poules de douze où elles rencontrent leurs adversaires deux fois au cours de la saison. À l'issue du premier tour, les deux premiers de chaque groupe s'affrontent pour déterminer les qualifiés pour la Ligue des champions et pour la Coupe de la confédération. À la fin des rencontres de poules, les deux derniers de chaque poule sont relégués.

## Déroulement de la saison
Après le championnat 2018-2019 suspendu lors de la bataille de Tripoli, puis annulé, le dernier tenant du titre est Al Nasr Benghazi, champion en 2018. La saison 2019-2020 est annulée à cause des tensions dans le pays et de la situation sanitaire.
La saison 2021 marque le retour du football en Libye après pratiquement deux années de pause.
Al-Ittihad Tripoli remporte la finale du championnat aux tirs au but contre Al Ahly Tripoli et remporte son 17e titre de champion.

## Les clubs participants
- Al Madina
- Khaleej Syrte
- Al Hilal Benghazi
- Al Tahaddy Benghazi
- Al Wahda Tripoli
- Al Shat Tripoli
- Al Olympic Zaouia
- Asswehly Sports Club
- Al Nasr Benghazi
- Al Ahly Benghazi SC
- Al Ahly Tripoli
- Alakhdhar SC
- Al-Ittihad Tripoli
- Al Sadaqa
- Darnes Darnah
- Abu Salem SC
- Al Mahalla
- Shabab Al-Jabal
- Al-Ta'awon
- Al-Anwar
- Ngom Ajdabya
- Al-Ittihad Misrata
- Al-Khums
- Rafik Sorman

## Compétition
L'ensemble des classements utilise le barème suivant :
- Victoire : 3 points
- Match nul : 1 point
- Défaite : 0 point

### Première phase
| Rang | Équipe              | Pts | J  | G  | N | P  | Bp | Bc | Diff |
| ---- | ------------------- | --- | -- | -- | - | -- | -- | -- | ---- |
| 1    | Alakhdhar SC        | 54  | 22 | 18 | 0 | 4  | 40 | 12 | +28  |
| 2    | Al Ahly Benghazi SC | 53  | 22 | 17 | 2 | 3  | 38 | 13 | +25  |
| 3    | Al Hilal Benghazi   | 52  | 22 | 16 | 4 | 2  | 36 | 13 | +23  |
| 4    | Al Nasr BenghaziT   | 49  | 22 | 15 | 4 | 3  | 31 | 13 | +18  |
| 5    | Khaleej Syrte       | 35  | 22 | 10 | 5 | 2  | 22 | 19 | +3   |
| 6    | Al-Sadaqa           | 23  | 22 | 6  | 5 | 11 | 22 | 26 | -4   |
| 7    | Al Tahaddy Benghazi | 22  | 22 | 6  | 4 | 12 | 14 | 21 | -7   |
| 8    | Darnes Darnah       | 21  | 22 | 4  | 9 | 9  | 20 | 28 | -8   |
| 9    | Shabab Al-Jabal     | 18  | 22 | 3  | 9 | 10 | 23 | 33 | -10  |
| 10   | Al-Ta'awon          | 16  | 22 | 4  | 4 | 14 | 20 | 35 | -15  |
| 11   | Al-Anwar            | 13  | 22 | 2  | 7 | 13 | 22 | 49 | -27  |
| 12   | Ngom Ajdabya        | 11  | 22 | 2  | 5 | 15 | 12 | 36 | -24  |

| Rang | Équipe               | Pts  | J  | G  | N  | P  | Bp | Bc | Diff |
| ---- | -------------------- | ---- | -- | -- | -- | -- | -- | -- | ---- |
| 1    | Al-Ittihad Tripoli   | 51   | 22 | 15 | 6  | 1  | 26 | 6  | +20  |
| 2    | Al Ahly Tripoli      | 49   | 22 | 14 | 7  | 1  | 29 | 7  | +22  |
| 3    | Al Olympic Zaouia    | 33   | 22 | 9  | 6  | 7  | 22 | 19 | +3   |
| 4    | Al-Ittihad Misrata   | 32   | 22 | 9  | 5  | 8  | 26 | 25 | +1   |
| 5    | Abu Salem            | 29   | 22 | 9  | 3  | 10 | 24 | 26 | -2   |
| 6    | Asswehly Sports Club | 28-2 | 22 | 7  | 9  | 6  | 15 | 15 | 0    |
| 7    | Al Mahalla           | 26   | 22 | 5  | 11 | 6  | 21 | 23 | -2   |
| 8    | Al Madina            | 25   | 22 | 6  | 7  | 9  | 21 | 18 | +3   |
| 9    | Al-Khums             | 23   | 22 | 5  | 8  | 9  | 21 | 28 | -7   |
| 10   | Al Shat Tripoli      | 22   | 22 | 6  | 4  | 12 | 17 | 25 | -8   |
| 11   | Rafik Sorman         | 21   | 22 | 5  | 6  | 11 | 21 | 34 | -13  |
| 12   | Al Wahda Tripoli     | 16   | 22 | 4  | 4  | 14 | 14 | 31 | -17  |

- Asswehly Sports Club a une pénalité de deux points.

### Phase finale
Les deux premiers de groupe se rencontrent en match simple pour déterminer le champion.
| Demi finale 1 | Alakhdhar SC | 1 - 2 | Al Ahly Tripoli |  |  |
| 1er août 2021 |              | (-)   |                 |  |  |

| Demi finale 2 | Al-Ittihad Tripoli | 1 - 0 | Al Ahly Benghazi SC |  |  |
| 1er août 2021 |                    | (-)   |                     |  |  |

---
| Finale      | Al-Ittihad Tripoli | 0 - 0 6 - 5 t. a. b. | Al Ahly Tripoli | Stade International de Tripoli |  |
| 6 août 2021 |                    | (-)                  |                 |                                |  |

## Bilan de la saison
| Championnat de Libye de football 2020-2021 |                                |
| Champion                                   | Al-Ittihad Tripoli (17e titre) |
| Qualifications continentales               |                                |
| Ligue des champions de la CAF 2021-2022    | Al-Ittihad Tripoli             |
| Coupe de la confédération 2021-2022        | Al Ahly Tripoli                |
| Promotions et relégations                  |                                |
| Promus en Premier League                   |                                |
| Relégués en Second Division                | Rafik Sorman                   |
| Relégués en Second Division                | Al Wahda Tripoli               |
| Relégués en Second Division                | Al-Anwar                       |
| Relégués en Second Division                | Ngom Ajdabya                   |